# 優成監査法人
優成監査法人（ゆうせいかんさほうじん、英文名称：YUSEI Audit & Co.）は、かつて日本に存在した準大手監査法人である。2018年（平成30年）7月1日に、準大手の太陽有限責任監査法人に吸収。吸収後は太陽の名称が継承され、当法人は消滅監査法人となった。
世界第9位の会計事務所であるクロウ・ホーワス・インターナショナルと提携していた。

## 概要
山田&パートナーズ会計事務所（現・税理士法人山田&パートナーズ）に所属していた加藤善孝が、一部門を独立させ設立した比較的新しい監査法人である。傘下の優成アドバイザリー株式会社及びクロウ・ホーワス・グローバルリスクコンサルティング株式会社とともに優成グループを形成する。海外提携先は当初モリソン・インターナショナルとしたが、2011年（平成23年）にクロウ・ホーワス・インターナショナルへ変更。同年にモリソンは国内の提携先を監査法人A&Aパートナーズへ移している。
日本国内における税務関連の提携ファームはクロウ・ホーワスには存在しないが、前述の通り税理士法人山田&パートナーズとは兄弟関係にあるといえる（ただしクロウ・ホーワスには加盟していない）。コンサルティング業務の関連会社についても、当法人よりも先に設立されていた山田コンサルティンググループ株式会社（JASDAQ上場）と兄弟関係にあるものの、クロウ・ホーワス傘下には株式会社さくら綜合事務所という別のメンバーファームが存在しており、どちらつかずの状態となっていた。太陽・優成の合併に際しては、山田コンサルティンググループも太陽グラントソントン系列との業務提携を決めたことから、ねじれの関係は解消した。
法人最大の特徴は他法人よりもコンサルティング業務に注力していることであり、業務収入の2割以上を非監査証明業務が占め準大手監査法人では最も高かった。また3月決算以外のクライアント比率も高く決算期が大きく分散している。
- 本部 - 東京都千代田区丸の内1-8-1 丸の内トラストタワーN館9階
- 関西事務所 - 大阪府大阪市中央区本町二丁目5番7号 メットライフ本町スクエア8階
- 人員 - 社員25名、職員226名（なお、社員含め全体で公認会計士107名、試験合格者39名）
- クライアント数 - 上場会社52社を含む262社

### 主な上場クライアント
有価証券報告書より、最近の監査報酬上位10社を以下に示す。3月決算法人であるため監査報酬は2017年3月時点。
| 順位 | 会社名                         | 業種     | 2016年度監査報酬 |
| ---- | ------------------------------ | -------- | ---------------- |
| 1    | 日本ハウスホールディングス     | 建設     | 7,400万円        |
| 2    | リンクアンドモチベーション     | サービス | 7,380万円        |
| 3    | フォーバル                     | 卸売     | 6,100万円        |
| 4    | チヨダ                         | 小売     | 5,800万円        |
| 5    | 三栄建築設計                   | 不動産   | 5,300万円        |
| 6    | ウエストホールディングス       | 建設     | 5,200万円        |
| 7    | リソルホールディングス         | サービス | 4,080万円        |
| 8    | 大成温調                       | 建設     | 3,750万円        |
| 9    | フジオフードシステム           | 外食     | 3,600万円        |
| 9    | ファーマライズホールディングス | 小売     | 3,600万円        |

## 沿革
- 1999年（平成11年）4月 - 優成監査法人設立。
- 2009年（平成21年）
  - 6月 - モリソン・インターナショナルと提携。
  - 10月 - 大阪事務所開設
- 2011年（平成23年）
  - 1月 - 福岡事務所開設。
  - 1月 - クロウ・ホーワス・インターナショナルに加盟。モリソン・インターナショナルとの提携を解消。
  - 7月 - 本部事務所を東京都中央区へ移転。
  - 8月 - 新潟事務所設立。
  - 11月 - 札幌事務所設立。
- 2012年（平成24年）
  - 1月 - シンガポール・ジャパンデスク設立。
  - 6月 - 台湾・ジャパンデスク設立。
  - 8月 - インドネシア・ジャパンデスク設立。
  - 11月 - 東北事務所設立。
- 2013年（平成25年）10月 - フィリピン・ジャパンデスク設立。
- 2014年（平成26年）2月 - タイ・ジャパンデスク設立。
- 2015年（平成27年）
  - 1月 - 中国・四国事務所設立。
  - 12月 - 本部事務所を千代田区へ移転。
- 2018年（平成30年）7月 - 太陽有限責任監査法人に吸収、消滅。